# Juan Antonio Ortega
Pour les articles homonymes, voir Ortega.
Juan Antonio Ortega y Díaz-Ambrona, né le 11 décembre 1939 à Madrid, est un homme politique espagnol.
Il est ministre adjoint au président du gouvernement en 1980, puis ministre de l'Éducation jusqu'en 1981.

## Biographie

### Formation de juriste
Il étudie le droit, la philosophie et les lettres à l'université de Madrid. Il passe en 1966 et avec succès le concours des auditeurs du Conseil d'État. Il est nommé directeur technique de l'Institut d'études administratives (IEA) de la présidence du gouvernement le 15 février 1974. Il s'en trouve pourtant relevé dès le 16 décembre.

### Débuts en politique
Issu de l'idéologie démocrate chrétienne et initialement membre de la Gauche démocratique (ID), il est élu le 7 février 1977, à 37 ans, secrétaire aux Affaires politiques du Parti populaire (PP) de Pío Cabanillas. Le PP rejoindra par la suite l'Union du centre démocratique (UCD).
Le 25 avril suivant, il est nommé par Landelino Lavilla au poste de secrétaire général technique du ministère de la Justice en remplacement de Miguel Herrero.

### Ascension
Moins de six mois plus tard, le 13 septembre, il est promu par Lavilla aux fonctions de sous-secrétaire de la Justice et relevé de ses précédentes responsabilités. Il évoque à plusieurs reprises la possibilité que le ministère de la Justice propose un projet de loi relatif au divorce, tout en affirmant que doit primer l'intérêt des enfants et que le divorce est une « situation indésirable »,.
Au cours du conseil des ministres du 10 mai 1979, il est choisi comme secrétaire d'État au Développement constitutionnel du ministère de la Présidence, à l'âge de 39 ans. Sa nomination est formelle deux jours plus tard.

### Ministre
Lors de l'important remaniement ministériel orchestré par Adolfo Suárez le 3 mai 1980, Juan Antonio Ortega est nommé ministre adjoint au président du gouvernement chargé de la Coordination législative, conservant ainsi ses compétences de secrétaire d'État, à la suite d'un conflit opposant le ministre de la Présidence José Pedro Pérez-Llorca et son successeur Rafael Arias-Salgado. Ses fonctions cessent dès le remaniement du 9 septembre, quand il devient ministre de l'Éducation.
À la suite de l'arrivée au pouvoir de Leopoldo Calvo-Sotelo, il est confirmé le 27 février 1981 à son poste et prend également la responsabilité du ministère de l'Enseignement supérieur et de la Recherche. Par un décret du 7 mars suivant, les deux ministères sont fusionnés et il prend alors la tête du « ministère de l'Éducation et de la Science ».
Il quitte le gouvernement à l'occasion du remaniement du 2 décembre suivant, après le blocage par l'UCD de son projet de loi d'autonomie des universités et du fait de son mécontentement face au traitement budgétaire de son ministère.

### Un«homme fort»de l'UCD
Il intègre le 14 janvier 1982 le secrétariat de l'UCD, au poste de secrétaire aux Études et aux Programmes, sur proposition du secrétaire général Íñigo Cavero. Le 27 juillet suivant, le nouveau président du parti Landelino Lavilla le nomme chef de son cabinet, avec titre d'adjoint au président, ce qui fait de lui « l'homme fort » de l'UCD.
Environ deux mois plus tard, le 19 septembre, quelques heures avant la validation officielle des candidats centristes aux élections législatives anticipées du 28 octobre, il accepte de céder au ministre de la Défense Alberto Oliart la première place de la liste UCD dans la province de Badajoz. Avec à peine 8,4 % des voix, les centristes ne font élire aucun des sept députés à pourvoir.
À l'issue du congrès extraordinaire de l'UCD, il est désigné le 12 décembre secrétaire général de l'UCD, sous la présidence de Lavilla et en remplacement d'Íñigo Cavero. À la suite d'un désaccord avec le courant conservateur du parti, il remet sa démission, ainsi que Lavilla et toute la direction nationale, le 18 février 1983, ce qui conduit à la formation d'une direction provisoire, chargée d'apurer les dettes et convoquer un congrès extraordinaire actant la dissolution de l'UCD.

### Après la politique
Il reprend ensuite ses activités d'avocat et abandonne la politique. Il travaille également dans le secteur privé, notamment dans le secteur énergétique (étant membre du conseil d’administration du groupe pétrolier Repsol.. Il est nommé « conseiller élu » du Conseil d'État le 24 décembre 2009 par le président du gouvernement socialiste José Luis Rodríguez Zapatero et reconduit le 22 février 2014 par le conservateur Mariano Rajoy.